# Medcezir
Medcezir (en español: Marea) es una serie de televisión turca del 2013 producida por Ay Yapım y emitida por Star TV. Es una adaptación libre de la serie de televisión estadounidense "The OC". Se estrenó en Sudamérica en Chile el 2016, teniendo un éxito increíble marcando en el día de su estreno 17,2 puntos de rating, además fue trending topic con #Medcezir en las redes sociales. En 2017, se emitió en Argentina por Canal Trece en el horario de las 18:00, haciendo picos de 11 puntos de rating y superando a su competencia directa (Telefe).The O.C.

## Trama
Yaman es un joven que vive junto a su madre, su hermano y su padrastro en Tozludere, un barrio peligroso de Estambul. Se destaca por ser un joven luchador, buen estudiante, trabajador, honesto; aunque muy iracundo y no sabe cómo controlar su ira. Sin embargo, un día es arrestado y encarcelado porque su hermano Kenan robó un automóvil en una gasolinera y como Yaman lo estaba acompañando en ese momento, terminó siendo cómplice del suceso. Debido a esto, conoce al exitoso abogado Selim Serez. Selim ve en el joven mucho potencial que no puede ser desperdiciado. Tiene muy buenas calificaciones y previo al incidente del robo no tenía ningún tipo de antecedentes. Por esta razón, se transforma en su benefactor y le ofrece vivir junto a él y su familia, pidiéndole al joven que termine sus estudios y logre sus metas en la vida.

## Elenco
- Çağatay Ulusoy como Yaman Koper.
- Serenay Sarıkaya como Mira Beylice.
- Barış Falay como Selim Serez.
- Mine Tugay como Ender Kaya Serez.
- Taner Ölmez como Mert Asım Serez Kaya.
- Hazar Ergüçlü como Eylül Buluter.
- Murat Aygen como Faruk Beylice.
- Şebnem Dönmez como Sude Yankir Beylice/Kaya.
- Can Gürzap como Asım Şekip Kaya.
- Defne Kayalar como Sedef Kaya.
- Metin Akdülger como Orkun Civanoğlu.
- Aslı Orcan como Deniz Yekeli.
- Kürşat Alnıaçık como Turunç Nadir / Nadir Baktıroğlu.
- Sibel Taşçıoğlu como Nevin Koper.
- Cenk Kangöz como Hasan Saklıhan.
- Ali Aksöz como Kenan Koper.
- Barış Alpaykut como Uzay Tezcan.
- Miray Daner como Beren Beylice.
- Meriç Aral como Hale.
- Pınar Tuncegil como Ayşe.
- Serhat Parıl como Giray.
- Ezgi Sözüer como Eda.
- Batuhan Ekşi como Doruk.
- Еcem Аkbin como Tuğçe.
- Batuhan Begimgil como Burak.
- Hare Sürel como Leyla Kadriye Arslan.
- Aybüke Pusat como Elif.
- Erhan Can Kartal como Kadir.
- Mert Tanık como Barış Buluter.
- Nihan Aslı Elmas como Gamze Buluter.
- Berk Erçer como Sinan Enveroğlu.
- Enis Yıldız como Mithat Civanoğlu.
- Saim Karakale como Tan Çakmaklı.
- Ayşe Melike Çerçi como Reyhan Arsen.
- Özge Gürel como Ada Kaya Arsen.
- Gizem Güler como Sibel.
- Burak Deniz como Aras.
- Turhan Cihan Şimşek como Ali.
- Nurcan Eren como Süreyya.
- Berk Cankat como Cem Serez.
- Gözde Kansu como Olcay.
- Korhan Okay como Cengiz.
- Çağla Demir como Ceren.
- Kenan Acar como Murat.
- Şebnem Dokurel como Yasemin Civanoğlu.
- Bülent Düzgünoğlu como Turan Koper.
- Ayşenil Şamlıoğlu como Bahriye.
- Asuman Karakollukçu como Suzan "Suzi".
- Nihat Alptuğ Altınkaya como Kaan Navideniz.
- Çağlar Ertuğrul como İnanç Pars.
- Gürkan Kaçar como Mehmet.

## Temporadas
| Temporada | Temporada | Episodios | Rango de episodios | Emisión original         | Emisión original    |
| Temporada | Temporada | Episodios | Rango de episodios | Inicio                   | Final               |
| --------- | --------- | --------- | ------------------ | ------------------------ | ------------------- |
|           | 1         | 38        | 1 - 38             | 13 de septiembre de 2013 | 13 de junio de 2014 |
|           | 2         | 39        | 39 - 77            | 12 de septiembre de 2014 | 12 de junio de 2015 |

## Música
La banda sonora de la serie fue realizada por el cantante y compositor Toygar Işıklı.

## Premios y nominaciones
| Año  | Premios                          | Categoría                         | Nominado         | Resultado | Ref.  |
| ---- | -------------------------------- | --------------------------------- | ---------------- | --------- | ----- |
| 2014 | Golden Butterfly Awards          | Mejor actriz                      | Serenay Sarıkaya | Ganadora  | [ 4 ] |
| 2014 | Golden Butterfly Awards          | Mejor música de serie             | Toygar Işıklı    | Ganadora  | [ 5 ] |
| 2014 | Seoul International Drama Awards | Mejor serie dramática (2.º lugar) | Medcezir         | Ganadora  | [ 6 ] |
| 2014 | Seoul International Drama Awards | Mejor actor                       | Çağatay Ulusoy   | Nominado  | [ 7 ] |
| 2015 | Golden Butterfly Awards          | Mejor actriz                      | Serenay Sarıkaya | Ganadora  | [ 8 ] |
| 2015 | Golden Butterfly Awards          | Mejor actor                       | Çağatay Ulusoy   | Ganador   | [ 8 ] |
| 2015 | Golden Butterfly Awards          | Mejor música de serie             | Toygar Işıklı    | Ganadora  | [ 8 ] |
| 2015 | Golden Butterfly Awards          | Mejor director                    | Ali Bilgin       | Ganador   | [ 8 ] |